# Periodo Kamakura

Mōko Shūrai Ekotoba (1275-1293)

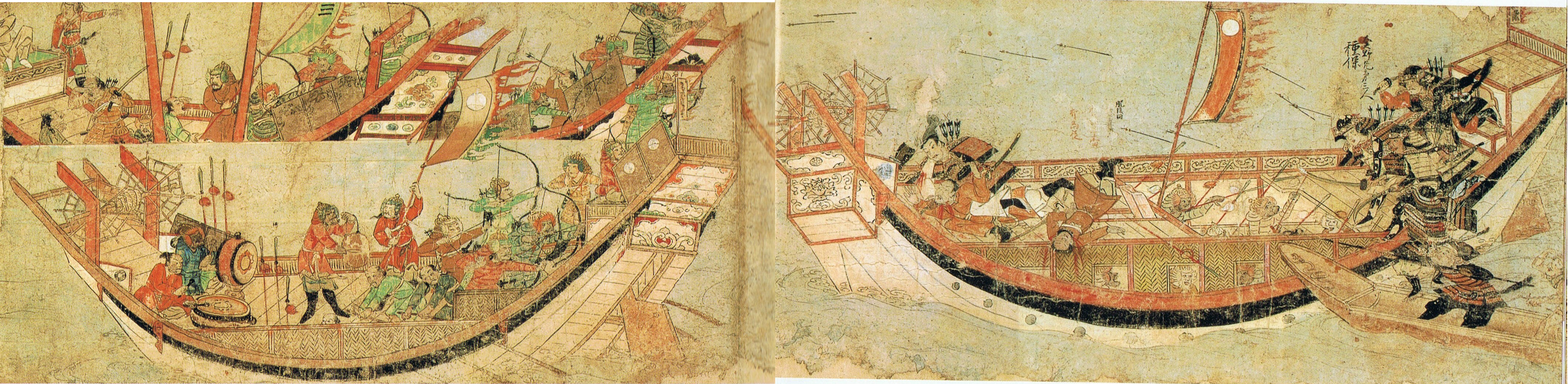
Samurai giapponesi su navi mongole

Il periodo Kamakura (鎌倉時代?, Kamakura-jidai, 1185-1333) è un periodo della storia del Giappone segnato dal governo dello shogunato Kamakura (鎌倉幕府?, Kamakura bakufu), stabilito nel 1192 dallo shōgun Minamoto no Yoritomo (源 頼朝?) proveniente da Kamakura, e dal trasferimento della capitale da Heian, che comunque conservò il primato culturale e artistico, a Kamakura, che divenne il centro politico.

## Storia
Da allora il titolo di shogun divenne ereditario e il Giappone incominciò a essere governato da una oligarchia militare (bakufu): con lo shogunato, le élite e la popolazione si divisero in caste, pertanto si creò un'organizzazione sociale per certi versi simile ai sistemi feudali occidentali controllata dai samurai, dai gokenin, basata sulla concessione di terre ai militari e sul rapporto signore-vassallo. Quindi questo periodo fu favorevole ai samurai, alle caste militari, e si assistette allo sdoppiamento della gestione del potere, in mano agli emergenti militari ma ancora condizionato dagli imperiali. Nel 1274 e nel 1281 vi furono gli unici tentativi di invasione del Giappone dall'estero, ma le imponenti flotte nemiche (quarantamila uomini la prima volta e centocinquantamila la seconda) furono spazzate via da una tempesta che venne interpretata dai giapponesi come un kamikaze o "vento divino". 
Questa situazione di incertezza aiutò la nascita e la diffusione di nuove correnti religiose, come il Buddhismo Zen e il Sutra del Loto di Nichiren. In questo periodo venne codificato il Bushidō ("via del guerriero"), incentrato sui valori di disciplina, obbedienza, lealtà e coraggio.
In questo periodo Marco Polo parla del Giappone chiamandolo Cipangu o Zipangu, secondo il racconto che gli è stato fatto in quanto non vi ha mai messo piede:

## Architettura

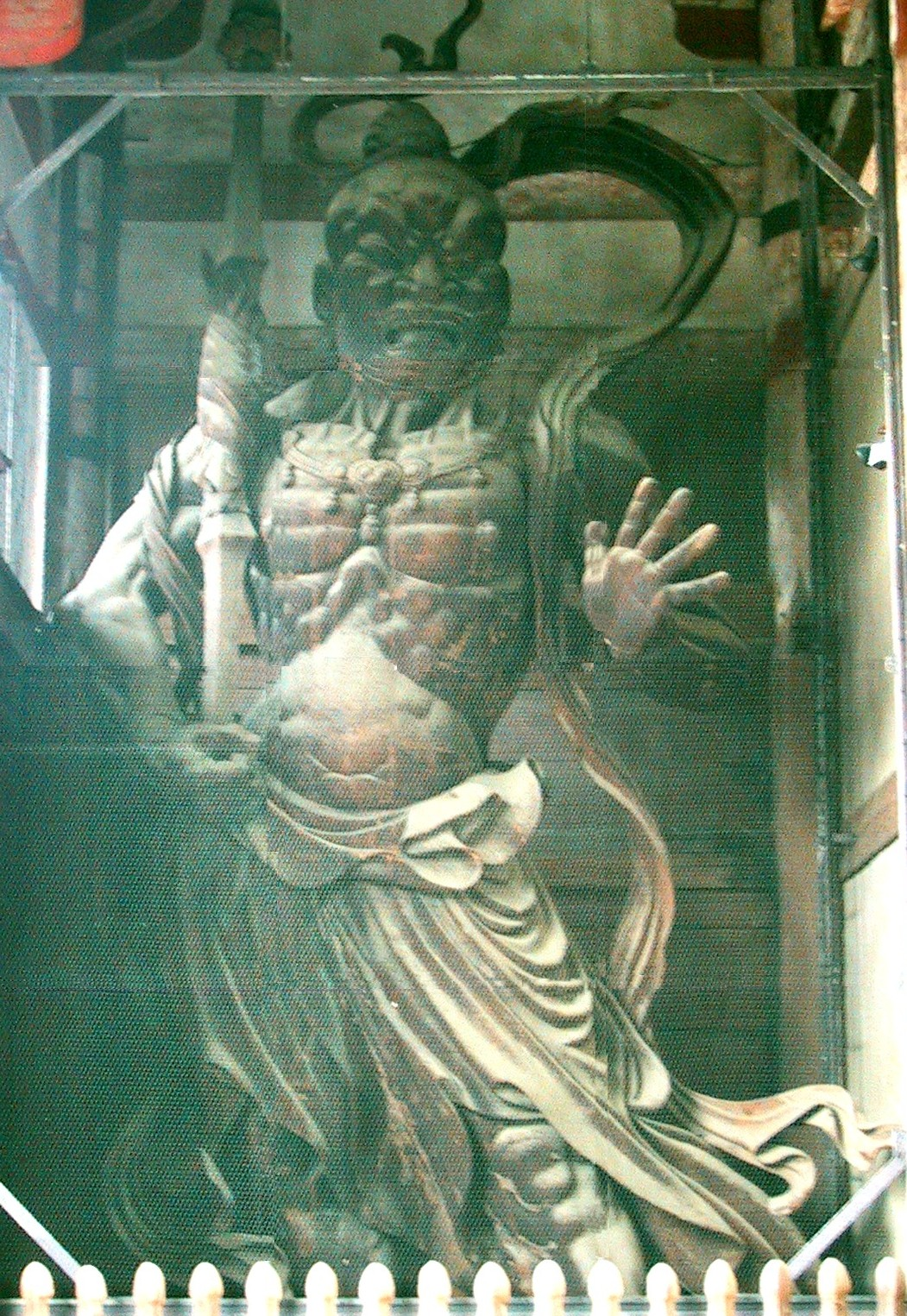
Statua del guardiano Nio al Tōdai-ji di Nara

Per quanto riguarda l'architettura il periodo Kamakura si caratterizzò per uno stile più semplice e meno elegante di quello Heian. In quegli anni si manifestò l'influenza della cultura cinese e del Buddhismo Zen nella realizzazione dei templi che seguirono lo stile cinese karayō e con minore diffusione lo stile indiano tenjikuyō, proveniente dalla Cina meridionale. Nel periodo Kamakura, comunque, lo stile più diffuso fu l'antico stile giapponese wa-yō, che comprendeva ancora molti elementi dello stile Heian. Tra gli esempi più importanti si può citare il Kōfuku-ji di Nara.

## Scultura
Nel periodo Kamakura la scultura divenne florida perché numerose statue raffiguranti divinità buddhiste vennero ricostruite in uno stile e in uno spirito vigoroso e realistico. Il realismo che trionfò in questo periodo fu motivato dall'esigenza di diffondere il Buddhismo ai ceti popolari, dalle tendenze dei militari, dalla riscoperta dell'arte Nara e dall'influenza dell'arte cinese Song. L'arte Nara fu riadattata e combinata armoniosamente con il realismo Kamakura da artisti importanti quali Kōkei. Gli esempi più emblematici risultarono la grandiosa statua in bronzo dell'Amitabha Buddha del Kōtoku-in di Kamakura realizzata nella metà del XIII secolo, e le sculture da ritratto dei santi buddhisti Asaṅga e Vasubandhu.

## Pittura

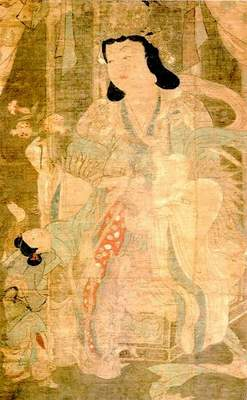
Pittura della Kishimojin (Dea del diavolo) del periodo Kamakura

Anche nella pittura fu il realismo a caratterizzare lo stile della scuola yamato-e, evidenziato dall'attenzione per le linee del disegno, per il colore, per la narrazione e per i particolari. Le opere acquisirono maggiore naturalezza e vitalità scenica come nel Manuale degli Inferni (Museo Nazionale di Tokyo) e nel Manuale degli Spettri Affamati (tempio Raigō). Anche la ritrattistica laica fu pervasa dal realismo e da una grande espressività, che condurrà alla nascita della pittura paesaggistica.

## Arti minori
Tra le arti minori si distinse la produzione di ceramica, che si ispirò al vasellame cinese chien (Song). Per gli oggetti in lacca si utilizzarono le tecniche makie e kamakura bori. Pregevole risultò la produzione di armi e di armature (in particolare le tecniche di forgiatura di spade raggiunsero la loro acme), invece non fu molto elaborata e molto elegante la produzione tessile.

## Letteratura
Nel periodo Kamakura vi fu una notevole influenza della lingua cinese, una semplificazione grammaticale e un avvicinamento della lingua scritta a quella parlata, oltreché una grande diffusione del katakana. I generi letterari più importanti furono per la poesia il waka e il renga, mentre per la prosa il  gunki monogatari e il setsuwa. Tra le tematiche più diffuse si possono citare quelle sentimentali e quelle naturalistiche per la lirica, la realtà contemporanea nella prosa. 

## La fine del periodo Kamakura
La fine dello shogunato Kamakura nel 1333 portò prima un breve ritorno al potere dell'imperatore Go-Daigo (後醍醐天皇?, Go-Daigo Tennō), e poi alla fondazione dello shogunato Ashikaga da parte di Ashikaga Takauji (足利 尊氏?), che diede inizio al periodo Muromachi.